# Hennie van Nee
Hendrik "Hennie" van Nee (ur. 13 sierpnia 1939  – zm. 25 stycznia 1996) – piłkarz holenderski grający na pozycji napastnika. W swojej karierze rozegrał 5 meczów i strzelił 2 gole w reprezentacji Holandii.

## Kariera klubowa
Swoją karierę piłkarską van Nee rozpoczął w klubie PEC Zwolle. Zadebiutował w nim w 1960 roku. W 1963 roku przeszedł do Heraclesa Almelo, w którym spędził 2 lata. W sezonie 1965/1966 występował w Groninger VAV.
W 1966 roku van Nee został zawodnikiem niemieckiego Kickers Offenbach. W latach 1967–1970 grał w Belgii, w ARA La Gantoise i Cercle Brugge. W 1970 roku wrócił do Holandii. W sezonie 1970/1971 grał w HFC Haarlem, a w sezonie 1971/1972 w Blauw-Wit Amsterdam, w którym zakończył karierę.

## Kariera reprezentacyjna
W reprezentacji Holandii van Nee zadebiutował 30 września 1964 w przegranym 0:1 towarzyskim meczu z Belgią, rozegranym w Antwerpii. Od 1964 do 1965 roku rozegrał w kadrze narodowej 5 meczów i zdobył w nich 2 bramki.